# ルール赤軍

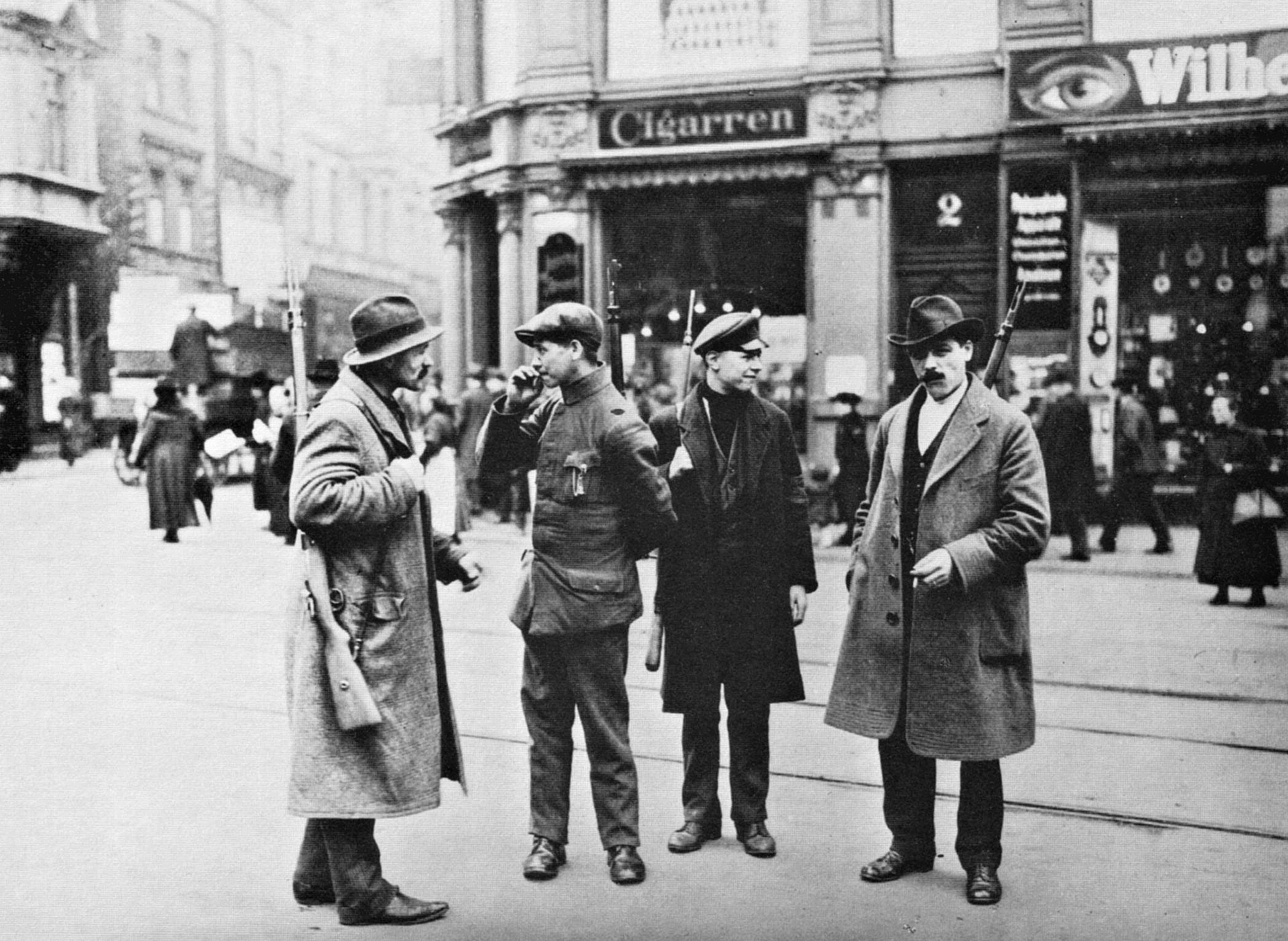
武装したルール赤軍の兵士。（1920年、ドルトムントにて）

ルール赤軍(ドイツ語: Rote Ruhrarmee)は、1920年にルール地方にて結成された組織である。エアハルト海兵旅団によるカップ一揆の直後、社会民主党(SPD)の呼びかけによるゼネストを機に蜂起した左派の労働者らはルール赤軍を自称し、鎮圧の為に派遣された国軍やフライコールを相手に激しい抵抗を行った。ルール赤軍による反乱は、ルール蜂起やルール戦争(Ruhrkrieg)の呼び名で知られている。
赤軍の総兵力はおよそ50,000名を数えた。兵士の多くはドイツ独立社会民主党(USPD)やドイツ共産党(KPD)に所属する第一次世界大戦の復員兵であった。
最初の労働者大隊(Arbeiterbataillone)はメンゲデとイッカーンに配置された。これらの大隊に所属した兵士は、多くがドイツ自由労働者組合(FAUD)の組合員だった。
1920年4月、反乱鎮圧の為にオスカル・フォン・ヴァッター中将率いる陸軍部隊が投入された。赤軍および呼応して蜂起した労働者らは殲滅され、反乱は鎮圧された。

## 映画
- Dr. Heiner Herde: Die Rote Ruhrarmee. NDR 3, 1979